# (32795) 1989 WA3
1989 WA3 (asteroide 32795) é um asteroide da cintura principal. Possui uma excentricidade de 0.21840580 e uma inclinação de 18.21018º.
Este asteroide foi descoberto no dia 21 de novembro de 1989 por Yoshiaki Oshima em Gekko.